# Venus Glacier
Venus Glacier är en glaciär i Västantarktis, 209 meter över havet. Såväl Chile som Storbritannien gör anspråk på området. 
Terrängen runt Venus Glacier är kuperad.